# Van der Valk
Pour les articles homonymes, voir Les Enquêtes du commissaire Van der Valk.
Van der Valk est une entreprise néerlandaise d'hôtel-restaurant 4 étoiles principalement présente en Europe et aux Caraïbes. Il s'agit de la plus grande chaîne hôtelière néerlandaise.

## Historique
La chaîne a été fondée par Martien, et son épouse Ries, van der Valk en 1939 à Voorschoten, aux Pays-Bas, lorsqu'ils ont reconverti un restaurant en un hôtel-restaurant.
Depuis 2000, Van der Valk est devenu une franchise, cependant le franchisé doit être un descendant des fondateurs.

## Présence
En 2023 : 
- Europe : 113
  -  Pays-Bas : 81 (6 en construction)
  -  Belgique : 17 (1 en construction)
  -  Allemagne : 11
  -  France : 4
  -  Espagne : 1

- Caraïbes : 2
  -  Bonaire : 1
  -  Curaçao : 1